# Ochsensteiner Schloss
Das Ochsensteiner Schloss, manchmal ebenso Schloss Pleisweiler genannt, ist eine ehemalige Wasserburg in der Ortsgemeinde Pleisweiler-Oberhofen in Rheinland-Pfalz. Es steht unter Denkmalschutz.

## Lage
Das von Bäumen umgebene Schloss befindet sich im westlichen Teil des Siedlungsgebietes des Ortsteils Pleisweiler in der Schlossstraße, nördlich des Hirtenbachs. Es markierte vor der Bebauung neuer Wohngebiete den westlichen Ortsrand.

## Konstruktion
Das Schloss wurde im 15. Jahrhundert errichtet. Dabei handelt es sich um einen winkelförmigen Walmdachbau mit einem kurzen Nordflügel und einem langen Ostflügel. Die Fenster sind stilistisch der Renaissance zuzuordnen. Der Eckturm an der Südwestecke kam 1605 hinzu, die Hofpforte 1823. Parallel zum Ostflügel befindet sich direkt an der Schlossstraße ein langgezogenes Wirtschaftsgebäude.

## Geschichte
Das Schloss war einst Besitz des Reichskloster Klingenmünster.